# 李埰益
李埰益（：／ Lee Chae-ik，1959年4月19日—），大韓民國保守派政治人物，第19～21屆國會議員。